# ثلاثية قاتسي
ثلاثية قاتسي اسم غير رسمي لثلاثية أفلام أخرجها المخرج الأميركي غودفري راجيو وألف موسيقاها التصويرية الملحن فيليب غلاس:
يشتهر راجيو لسلسلته «ثلاثية قاتسي» التي تشمل أفلام كويانسقاتسي وبوواقاتسي وناقويقاتسي. والأسماء لهذه الأفلام مأخوذة من اللغة الهوبية؛ «كويانسقاتسي» تعني «الحياة الخارجة عن التوازن» و«بوواقاتسي» تعني «الحياة في التحول» و«ناقويقاتسي» تعني «الحياة كالحرب». 
- كويانسقاتسي: الحياة الخارجة عن التوازن (1982)
- بوواقاتسي: الحياة في التحول (1988)
- ناقويقاتسي: الحياة كالحرب (2002)

والأسماء لهذه الأفلام الثلاثة مأخوذة من لغة الهوبي التي تعني فيها كلمة «قاتسي» «حياة».